# Run for Cover (Pro-Pain-Album)
Run for Cover ist ein Coveralbum der US-amerikanischen Crossover-Band Pro-Pain aus dem Jahr 2003. Es erschien über Spitfire Records.

## Entstehungsgeschichte
In den Liner Notes des Albums gibt Gary Meskil die Motivation des Albums wieder. Es sei der Band ein Anliegen, den Bands Tribut zu zollen, die Pro-Pain über die Jahre begleitet und beeinflusst haben. Das Album setzt sich zusammen aus verschiedenen Coverversionen unterschiedlicher Bands aus dem Hardcore-Punk- und Metal-Genre, darunter neben Slayer und Agnostic Front auch einige Überraschungen, wie die deutsche Band Böhse Onkelz oder die Schweizer Celtic Frost. Im Booklet geben Eric Klinger und Gary Meskil die Gründe für die Auswahl preis.
Das Album selbst wurde im Studio von Pro-Pains Gitarristen Eric Klinger unter dessen und Gary Meskils Regie produziert.

## Titelliste
| Nummer | Titel                 | Autoren                                            | Originalinterpret | Zeit |
| ------ | --------------------- | -------------------------------------------------- | ----------------- | ---- |
| 1.     | Never Again           | Morris, Wainwright, Molaney Purtill                | Discharge         | 2:28 |
| 2.     | Circle of the Tyrants | Tom G. Warrior                                     | Celtic Frost      | 4:38 |
| 3.     | The Crowd             | Operation Ivy                                      | Operation Ivy     | 2:17 |
| 4.     | Refuse/Resist         | Max Cavalera (Text) & Sepultura (Musik)            | Sepultura         | 3:08 |
| 5.     | Iron Fist             | Kilmister, Clarke, Taylor                          | Motörhead         | 2:45 |
| 6.     | 100%                  | The Spudmonsters                                   | The Spudmonsters  | 1:57 |
| 7.     | Terpentin             | Weidner/Röhr                                       | Böhse Onkelz      | 3:43 |
| 8.     | Nothing               | Negative Approach                                  | Negative Approach | 1:50 |
| 9.     | Weeds                 | Caputo, Alan Robert, Joey Zampella, Dan Richardson | Life of Agony     | 4:10 |
| 10.    | Just Sit There        | Crumbsuckers                                       | Crumbsuckers      | 1:05 |
| 11.    | Damaged II            | Gregg Ginn                                         | Black Flag        | 3:15 |
| 12.    | Your Mistake          | Roger Miret                                        | Agnostic Front    | 1:30 |
| 13.    | Knife Edge            | Abrahall, Blyth, Lomas, Williams                   | GBH               | 2:09 |
| 14.    | South of Heaven       | Araya, Hanneman                                    | Slayer            | 5:00 |

### Songinfos
Bei The Crowd von Operation Ivy singt Eric Klinger.
Eric Klinger war vor seinem Einstieg bei Pro-Pain (2000) von 1995 bis 1998 Mitglied der kurzlebigen Hardcore-Punk-Band The Spudmonsters. Bei der Originalversion von 100% vom Album Moment of Truth (1996) war er als Gitarrist aktiv. Bei der Coverversion teilt er sich mit Meskil den Gesang.
Terpentin von den Böhse Onkelz war der Band ein besonderes Anliegen. Meskil lernte die Band bei einem Festival während einer Europatournee mit Merauder und Rhythm Trip kennen. Die Böhsen Onkelz engagierten Pro-Pain daraufhin für ihre Tournee 1998 als Vorgruppe. Damit erreichte Pro-Pain ein viel größeres Publikum, als dies bei ihren eigenen Konzerten möglich war. Das Lied sang Meskil in Deutsch ein. Einer der Gründe dieses Lied zu covern war zum einen, da es sich 1998 um die aktuelle Single-Auskopplung handelte und Pro-Pain kein kontroverses Lied wie Bomberpilot covern wollten. Vor der Veröffentlichung des Albums spielten sie den Song den Onkelz vor, die ihnen positive Resonanz zurückgaben.

„Wir hätten ebenso gerne jeden anderen Song von ihnen gecovert, aber es gab auch Songs, von denen wir nicht sicher waren, ob die ONKELZ es mögen würden, wenn wir sie covern, wie der "Bomberpilot" zum Beispiel. Das wäre sehr kontrovers gewesen, aber ich denke, wir haben die beste Wahl getroffen und es repräsentiert die Zeit, in der wir Freunde geworden sind und sich die Beziehung zwischen den Bands manifestiert hat.“

Das Lied ist auch auf der DVD Vaya con Tioz (2007) in einer Liveversion vom Abschiedskonzert der Böhsen Onkelz am 18. Juni 2005 am EuroSpeedway Lausitz enthalten.
Pro-Pain verlor seinen ersten Schlagzeuger Dan Richardson an Life of Agony. Richardson ist außerdem der Pate von Meskils Sohn Dan. Bei diesem Lied übernahm wieder Klinger den Gesang.
Just Sit There von Crumbsuckers war eine logische Wahl für das Coveralbum, da es sich bei dieser Band um Meskils erste handelte. Meskil hatte das Lied 21 Jahre zuvor geschrieben.

## Rezensionen
Michael Edele von laut.de lobte vor allem die eher ungewöhnlichen Lieder wie Weeds und Terpentin, meinte aber, das viele Songs aus spieltechnischer Sicht nicht „das Gelbe vom Ei“ seien.

„‘Run For Cover’ macht somit einfach fett Laune und auch wenn nicht jeder Track das Non-Plus-Ultra ist, nimmt man den New Yorkern die Ehrlichkeit und den Spaß bei der Sache doppelt und dreifach ab.“